# Episodi di Il commissario Köster (dodicesima stagione)
La dodicesima stagione della serie televisiva Il commissario Köster è stata trasmessa in prima visione negli Germania da ZDF dal 22 gennaio 1988.
| n. | Titolo originale            | Titolo italiano         | Prima TV Germania | Prima TV Italia |
| -- | --------------------------- | ----------------------- | ----------------- | --------------- |
| 1  | Kein gutes Ende             | Nessun lieto fine       | 22 gennaio 1988   |                 |
| 2  | Schweigen für immer         | Muto come un pesce      | 12 febbraio 1988  |                 |
| 3  | Der Tod kommt selten allein | La morte non è mai sola | 18 marzo 1988     |                 |
| 4  | Eiskalt geplant             | Un freddo calcolo       | 29 aprile 1988    |                 |
| 5  | Um jeden Preis              | Ad ogni costo           | 20 maggio 1988    |                 |
| 6  | Brief eines Toten           | Lettera da un morto     | 24 giugno 1988    |                 |
| 7  | Der Tod des Uhrmachers      | Morte di un orologiaio  | 7 luglio 1988     |                 |
| 8  | Der Haß der Verlierer       | L'odio degli sconfitti  | 5 agosto 1988     |                 |
| 9  | Ein unaufhaltsames Ende     | Una fine inevitabile    | 26 agosto 1988    |                 |
| 10 | Der Freispruch              | Processo indiziario     | 28 ottobre 1988   |                 |
| 11 | Blackout                    | Blackout                | 11 novembre 1988  |                 |
| 12 | Ein ganz gewöhnlicher Mord  | Un banale omicidio      | 9 dicembre 1988   |                 |

## Nessun lieto fine
- Titolo originale: Kein gutes Ende
- Diretto da: Eberhard Itzenplitz
- Scritto da: Volker Vogeler
- Interpreti: Rolf Schimpf - Leo Kress, Michael Ande - Gerd Heymann, Charles M. Huber - Henry Johnson, Markus Böttcher - Werner Riedmann, Agnes Fink - Erna Wallner, Monica Bleibtreu - Gerti Wallner, Sebastian Koch - Hansi Wallner, Jessica Kosmalla - Hilda Wallner, Max Tidof - Peter Wallner, Bettina Redlich - Sabine Kress, René Heinersdorff - Strylahl, Horst Sachtleben - Werner Meridit, Gaby Herbst - Hanna Meridit, Wolfgang Weiser, Christoph Lindert - Beamter Vermisstenstelle, Ulrich Matschoss - Paul Bergmann, Inge Schulz, Hannes Kaetner - vicino, Barbara Weinzierl

### Trama
Gerti Wallner va al supermercato e compra del cibo per la famiglia. A casa Erna Wallner, madre di Gerti e nonna di Peter Wallner parla con il nipote, drogato. Il fratello Hansi è in prigione. Peter apre un barattolo di cetrioli appena preso dalla madre al supermercato... morirà avvelenato.

## Muto come un pesce
- Titolo originale: Schweigen für immer
- Diretto da: Theodor Grädler
- Scritto da: Bruno Hampel
- Interpreti: Rolf Schimpf - Leo Kress, Michael Ande - Gerd Heymann, Charles M. Huber - Henry Johnson, Markus Böttcher - Werner Riedmann, Walter Renneisen - Max Brandstätter, Ben Becker - Markus Pagel, Heike Faber - Petra Steinert, Wolfgang Wahl - Albert Hasse, Henry van Lyck - Arno Tucher, Günter Mack - Hellberg, Ulf Söhmisch - Polizeiarzt, Trude Breitschopf - Brandstätters Mutter, Ilse Künkele - Helga Tucher, Marietta Meade, Andreas Stoek, Sharon von Wietersheim, Edgar Walther - Steinert

### Trama
Arno Tucher, un contabile di Francoforte, arriva a Monaco per incontrare l'avvocato Hellberg e presentare la propria testimonianza per un processo contro un uomo d'affari. All'arrivo alla stazione di Monaco viene ricevuto da Max Brandstätter, che con un tranello lo sequestrerà.

## La morte non è mai sola
- Titolo originale: Der Tod kommt selten allein
- Diretto da: Eberhard Itzenplitz
- Scritto da: Volker Vogeler
- Interpreti: Rolf Schimpf - Leo Kress, Michael Ande - Gerd Heymann, Charles M. Huber - Henry Johnson, Markus Böttcher - Werner Riedmann, Daniela Ziegler - Vanessa Telt, Peter Bongartz - Peter Nordmann, Hans Reiser - Werner Mossmann, Ralf Schermuly - Fred Bugat, Pavel Landovský - Papa Dop, Patrick Winczewski - Thomas Falter, Manfred Andrae - Manfred Zeising, Ferd Hugas, Klaas Hofstra, Marc Klein Essink, Wolfrid Lier - Kellner, Franz Gary, Peter Aust, Michael Vogtmann

### Trama
Thomas Falter che ha rubato gioielli alcuni mesi prima, decide di dare indietro il bottino all'assicurazione in cambio di 300.000 DM. Incontra degli agenti dell'assicurazione nella stazione di Monaco. Avverrà un'esplosione.

## Un freddo calcolo
- Titolo originale: Eiskalt geplant
- Diretto da: Günter Gräwert
- Scritto da: Christa-Maria Bandmann
- Interpreti: Rolf Schimpf - Leo Kress, Michael Ande - Gerd Heymann, Charles M. Huber - Henry Johnson, Gerd Böckmann - Matthias Unruh, Marianne Nentwich - Karla Unruh, Christine Buchegger - Frau Dr. Füller, Mick Werup - Karsten Bischoff, Sabine Kaack - Solveigh Björklund, Viktoria Mylonadis - Anna Thrapsimes, Rudolf Wessely - Georg Kremm, Gernot Duda - Frank Schröder, Rolf Pulch, Fred Maire, Joachim Bernhard, Johanna Baumann, Dagmar Franz, Claus-Peter Seifert, Alfred Acktun

### Trama
Karla Unruh viene trovata nella sua cantina impiccata. Viene ipotizzato un suicidio apparentemente, ma si indagherà poi per omicidio. Kress troverà che la donna aveva una malattia terminale, ma il suo avvocato Frau Füller organizzerà con suo marito la messa in scena del suicidio.

## Ad ogni costo
- Titolo originale: Um jeden Preis
- Diretto da: Wolfgang Becker
- Scritto da: Volker Vogeler
- Interpreti: Rolf Schimpf - Leo Kress, Michael Ande - Gerd Heymann, Charles M. Huber - Henry Johnson, Markus Böttcher - Werner Riedmann, Christine Buchegger - Rita Steiger, Klaus Herm - Knut Plonzeff, Hans-Michael Rehberg - Johann Altig, Christian Kohlund - Lars Lindström, Horst Sachtleben - Hans Passauer, Karl Heinz Vosgerau - Dr. Hensold, Ulf Söhmisch - medico legale, Edith Behleit - Frau Heimer, Ahmed Bouymin - Arabo, Bernd Grape, Ralf Weikinger

### Trama
Rita Steeger va nell'azienda dove lavora come segretaria: saluta Plonzeff il guardiano e entra in ufficio. Una volta in ufficio inizia a fotografare dei progetti aziendali.

### Colonna sonora
- The Alan Parsons Project, A Dream Within a Dream
- McDonald and Giles, Birdman pt. 4
- Los Lobos, La Bamba
- Men Without Hats, The End Of The World
- Blonker, African Kalimba
- Dire Straits, Private Investigations
- Supertramp, Crime Of The Century
- Phil Collins, Hand in Hand

## Lettera da un morto
- Titolo originale: Brief eines Toten
- Diretto da: Günter Gräwert
- Scritto da: Adolf Schröder, Günter Gräwert
- Interpreti: Rolf Schimpf - Leo Kress, Michael Ande - Gerd Heymann, Charles M. Huber - Henry Johnson, Markus Böttcher - Werner Riedmann, Sonja Sutter - Isolde Schilling, Udo Vioff - Heinrich Schilling, Franziska Walser - Marlis Lachmann, Sven-Eric Bechtolf - Theodor Lachmann, Karl-Heinz von Hassel - Heinz Jakob, Eva Maria Bauer - Frau Breitner, Ulf Söhmisch - medico, Andreas Borcherding - Andi Huber, Gerd Calmar, Hermann Giefer - pompiere, Heini Göbel - Tankwart, Carin C. Tietze, Martin Umbach - Eckard Maguhn

### Trama
Lo scoppio di un caravan in un campeggio vicino a Monaco, fa rinvenire da parte dei pompieri un corpo. Chi amministra il campeggio riferisce che la persona era Eckard Maguhn e che aveva anche un appartamento in città. Scopriranno la relazione con una giovane donna.

## Morte di un orologiaio
- Titolo originale: Der Tod der Uhrmachers
- Diretto da: Zbynek Brynych
- Scritto da: Volker Vogeler
- Interpreti: Rolf Schimpf - Leo Kress, Michael Ande - Gerd Heymann, Charles M. Huber - Henry Johnson, Markus Böttcher - Werner Riedmann, Jessica Kosmalla - Monika Valentin, Cordula Trantow - Gerda Staller, Uli Krohm - Werner Staller, Ulli Kinalzik - Peter Herling, Eva Röder - medico, Ulf Söhmisch - medico legale, Günter Clemens

### Trama
Un orologiaio viene assassinato da un rapinatore entrato in negozio, mentre era presente anche la commessa sua amante. Il rapinatore verrà rintracciato subito dopo e ucciso in un conflitto a fuoco.

## L'odio degli sconfitti
- Titolo originale: Der Haß der Verlierer
- Diretto da: Zbynek Brynych
- Scritto da: Leopold Ahlsen
- Interpreti: Rolf Schimpf - Leo Kress, Michael Ande - Gerd Heymann, Charles M. Huber - Henry Johnson, Stefan Behrens - Kurt Berger, Will Danin - Kerem Ödüm, Bettina Redlich - Sabine Kress, Kurt Schmidtchen - Karl Krüger, Christiane Hammacher - Edith, Herta Böhm - anziana, Ulf Söhmisch - medico legale, Bernhard-Josef Schramm - Schließfach-Aufseher, Mathias Eysen - pompiere, Sepp Wäsche - operaio, Eleonore Melzer - Iris, Markus Böttcher - Werner Riedmann, Helmut Holzer - poliziotto

### Trama
Iris Berger, divorziata, è ritrovata strangolata nel suo appartamento. Un uomo con accento straniero telefona alla polizia per informare che la donna non risponde al telefono. Al funerale Kress incontra Kurt Berger, l'ex marito di Iris che ha un alibi, dicendo di essere stato all'estero in Austria.

## Una fine inevitabile
- Titolo originale: Ein unaufhaltsames Ende
- Diretto da: Helmuth Ashley
- Scritto da: Volker Vogeler
- Interpreti: Rolf Schimpf - Leo Kress, Michael Ande - Gerd Heymann, Charles M. Huber - Henry Johnson, Markus Böttcher - Werner Riedmann, Evelyn Opela - Monika Burgdorf, Gertraud Jesserer - Karoline Becker, Amadeus August - Gerhard Becker, Carin C. Tietze - Nora Falk, Tobias Kessinger - Teddy Falk, Hans Clarin - Werner Moran, Martin Semmelrogge - Werner Kulak, Hans-Michael Rehberg - Dr. Burgdorf, Eva Maria Bauer - Frau Nagel, Ulf Söhmisch - medico legale, Ludwig Haas, Florian Hähnel, Christoph Mainusch, Stephanie Marcinowski

### Trama
Gerhard Becker è un docente di educazione fisica e lingue in una scuola pubblica. Ha una relazione con la collega Monika Burgdorf. La professoressa è sposata con un altro collega Burgdorf, preside della scuola. Becker viene trovato morto nell'aula insegnanti.

## Processo indiziario
- Titolo originale: Der Freispruch
- Diretto da: Alfred Weidenmann
- Scritto da: Volker Vogeler
- Interpreti: Rolf Schimpf - Leo Kress, Michael Ande - Gerd Heymann, Charles M. Huber - Henry Johnson, Markus Böttcher - Werner Riedmann, Gerd Böckmann - Christian Weigelt, Christiane Krüger - Katja Weigelt, Peter Fricke - Hubert Schatz, Christian Kohlund - Florian Balsam, Anja Jaenicke - Lisa Lottke, Pierre Franckh - Peter Lottke, Werner Schnitzer - Bubba, Ulf Söhmisch - medico legale, Johanna Baumann - Frau Balsam, Lilly Berger - segretaria, Peter Bertram - ZDF Reporter, Woldemar Bock, Rolf Castell - Leitner, Günter Clemens

### Trama
Un processo importante si svolge a Monaco. Florian Balsam viene accusato di omicidio del proprio complice Richard Lottke e nascosto la refurtiva di 100.000 DM. La difesa composta da Christian Weigelt e Hubert Schatz riesce a farlo assolvere.

## Blackout
- Titolo originale: Blackout
- Diretto da: Günter Gräwert
- Scritto da: Christa-Maria Bandmann
- Interpreti: Rolf Schimpf - Leo Kress, Michael Ande - Gerd Heymann, Charles M. Huber - Henry Johnson, Markus Böttcher - Werner Riedmann, Angelica Domröse - Britta Lambert, Jürgen Schmidt - Konrad Lambert, Hans Quest - Anton Reitinger, Wega Jahnke - Franziska Kindler, Jürgen Heinrich - Dr. Schneider, Ulf Söhmisch - medico legale, Elke Aberle - Sabine Becker, Werner Asam - Joseph Bichler, Stefan Born, Reinhold Kruppa

### Trama
A mezzanotte passata Anton Reitinger sente uno sparo nella casa vicina. Prova a chiamare al telefono ma senza risposta, si reca quindi a piedi a chiedere. Viene scoperto il cadavere apparentemente suicida del marito della proprietaria di casa Britta.

### Colonna sonora
- Fryderyk Chopin, Notturno op. 15 n. 1 e Notturno op. 27 n. 1

## Un banale omicidio
- Titolo originale: Ein ganz gewöhnlicher Mord
- Diretto da: Alfred Weidenmann
- Scritto da: Volker Vogeler
- Interpreti: Rolf Schimpf - Leo Kress, Michael Ande - Gerd Heymann, Charles M. Huber - Henry Johnson, Markus Böttcher - Werner Riedmann, Klaus Schwarzkopf - Rudolf Ballat, Elfriede Kuzmany - Lisa Ballat, Ullrich Haupt - Hugo von Bantwig, Wolfgang Wahl - Hermann Arnsweiler, Ben Becker - Peter Arnsweiler, René Heinersdorff - Werner Salzmann, Helma Seitz - Frau Jankowic, Edda Seippel - Frau Roog, Martin Semmelrogge - Benno, Ulf Söhmisch - medico legale, Claudia Butenuth, Alf Marholm, Peter Neusser, Claus Ringer

### Trama
Rudolf Ballat ha incaricato l'investigatore privato Peter Answeiler di indagare su alcuni incidenti, sicuro che venga spiato. Si viene a sapere del passato di Rudolf Ballat, ufficiale durante la seconda guerra mondiale.